# 로소만시

로소만시의 위치

로소만시(마케도니아어: Општина Росоман)는 마케도니아 공화국 중부에 위치한 지방 자치체로 행정 중심지는 로소만이며 면적은 132.9km2, 인구는 4,141명(2002년 기준)이다. 북쪽으로는 그라드스코시, 동쪽으로는 네고티노시, 서쪽으로는 차슈카시, 남쪽으로는 카바다르치시와 접한다.